# Serie C 2021/22
Die Serie C 2021/22 war die 8. Spielzeit der dritthöchsten italienischen Spielklasse im Fußball der Männer. Sie begann am 28. August 2021 und endete am 2. Mai 2022.

## Teilnehmende Auf- und Absteiger
- die Mannschaften auf den Plätzen 18 bis 20 der Serie B 2020/21:
  - AC Reggiana
  - Delfino Pescara 1936
  - Virtus Entella
- die zwei wieder zugelassenen Absteiger der Serie C 2020/21:
  - US Pistoiese
  - Lucchese 1905
- die Meister der acht Staffeln der Serie D 2020/21:  1
  - Seregno Calcio (Gruppe B)
  - AC Trento 1921 (Gruppe C)
  - US Fiorenzuola 1922 (Gruppe D)
  - Montevarchi Calcio Aquila 1902 (Gruppe E)
  - SSD Città di Campobasso (Gruppe F)
  - Monterosi Tuscia (Gruppe G)
  - Taranto FC 1927 (Gruppe H)
  - ACR Messina (Gruppe I)
  - AZ Picerno (Gruppe H, Play-off)
  - SSD Fidelis Andria 2018 (Gruppe H, Play-off)
  - Latina Calcio 1932 (Gruppe G, Play-off)
  - ACN Siena (Gruppe E, 5. Platz)

## Gruppe A

### Teilnehmer
| Verein               | Stadt              | Region                  |
| -------------------- | ------------------ | ----------------------- |
| FC Südtirol          | Bozen              | Trentino-Südtirol       |
| Aurora Pro Patria    | Busto Arsizio      | Lombardei               |
| US Pergolettese 1932 | Crema              | Lombardei               |
| US Fiorenzuola 1922  | Fiorenzuola d’Arda | Emilia-Romagna          |
| AS Giana Erminio     | Gorgonzola         | Lombardei               |
| Calcio Lecco         | Lecco              | Lombardei               |
| UC AlbinoLeffe       | Leffe              | Lombardei               |
| Legnago Salus        | Legnago            | Venetien                |
| Mantova 1911         | Mantua             | Lombardei               |
| Calcio Padova        | Padua              | Venetien                |
| Piacenza Calcio 1919 | Piacenza           | Emilia-Romagna          |
| AC Renate            | Renate             | Lombardei               |
| Feralpisalò          | Salò               | Lombardei               |
| Seregno Calcio       | Seregno            | Lombardei               |
| Pro Sesto 1913       | Sesto San Giovanni | Lombardei               |
| AC Trento 1921       | Trient             | Trentino-Südtirol       |
| US Triestina         | Triest             | Friaul-Julisch Venetien |
| Juventus Turin U23   | Turin              | Piemont                 |
| FC Pro Vercelli      | Vercelli           | Piemont                 |
| Virtus Verona        | Verona             | Venetien                |

### Abschlusstabelle
| Pl. | Verein                  | Sp. | S  | U  | N  | Tore    | Diff. | Punkte |
| --- | ----------------------- | --- | -- | -- | -- | ------- | ----- | ------ |
| 1.  | FC Südtirol (U)         | 38  | 27 | 9  | 2  | 049:900 | +40   | 90     |
| 2.  | Calcio Padova (U)       | 38  | 25 | 10 | 3  | 060:230 | +37   | 85     |
| 3.  | Feralpisalò (U)         | 38  | 20 | 9  | 9  | 056:290 | +27   | 69     |
| 4.  | AC Renate               | 38  | 18 | 8  | 12 | 059:430 | +16   | 62     |
| 5.  | US Triestina (U)        | 38  | 15 | 10 | 13 | 041:410 | ±0    | 55     |
| 6.  | Calcio Lecco            | 38  | 16 | 7  | 15 | 051:420 | +9    | 55     |
| 7.  | FC Pro Vercelli         | 38  | 14 | 13 | 11 | 041:400 | +1    | 55     |
| 8.  | Juventus Turin U23      | 38  | 15 | 9  | 14 | 043:430 | ±0    | 54     |
| 9.  | Piacenza Calcio 1919    | 38  | 12 | 14 | 12 | 044:460 | −2    | 50     |
| 10. | US Pergolettese 1932 1  | 38  | 12 | 11 | 15 | 042:550 | −13   | 46     |
| 11. | Aurora Pro Patria 2     | 38  | 10 | 15 | 13 | 038:450 | −7    | 45     |
| 12. | UC AlbinoLeffe          | 38  | 10 | 15 | 13 | 042:430 | −1    | 45     |
| 13. | Virtus Verona (U)       | 38  | 9  | 18 | 11 | 035:380 | −3    | 45     |
| 14. | US Fiorenzuola 1922 (N) | 38  | 11 | 10 | 17 | 033:480 | −15   | 43     |
| 15. | Mantova 1911 (U)        | 38  | 9  | 15 | 14 | 037:420 | −5    | 42     |
| 16. | AC Trento 1921 (N)      | 38  | 9  | 15 | 14 | 031:360 | −5    | 42     |
| 17. | Pro Sesto 1913          | 38  | 8  | 14 | 16 | 033:460 | −13   | 38     |
| 18. | Seregno Calcio (N)      | 38  | 7  | 13 | 18 | 041:550 | −14   | 34     |
| 19. | AS Giana Erminio        | 38  | 6  | 16 | 16 | 025:410 | −16   | 34     |
| 20. | Legnago Salus           | 38  | 7  | 9  | 22 | 032:650 | −33   | 30     |

Platzierungskriterien: 1. Punkte – 2. Direkter Vergleich (Punkte, Tordifferenz, geschossene Tore) – 3. Tordifferenz – 4. geschossene Tore

| Zum Saisonende 2021/22: |                                    |
| Meister der Gruppe, Aufstieg in die Serie B 2022/23 und Teilnahme an der Supercoppa Serie C Teilnahme an den Play-offs Teilnahme an der Play-outs gegen den Abstieg Abstieg in die Serie D 2022/23 |                                    |
| |                                    |
| Zum Saisonende 2020/21: |                                    |
| (U) | Umgruppierung                      |
| (N) | Aufsteiger aus der Serie D 2020/21 |
| |                                    |

## Gruppe B

### Teilnehmer
| Verein                         | Stadt              | Region         |
| ------------------------------ | ------------------ | -------------- |
| Matelica Calcio 1921           | Matelica           | Marken         |
| Carrarese Calcio               | Carrara            | Toscana        |
| FC Cesena                      | Cesena             | Emilia-Romagna |
| Virtus Entella                 | Chiavari           | Ligurien       |
| US Grosseto                    | Grosseto           | Toscana        |
| AS Gubbio 1910                 | Gubbio             | Umbrien        |
| Imolese Calcio 1919            | Imola              | Emilia-Romagna |
| Lucchese 1905                  | Lucca              | Toskana        |
| FC Fermana                     | Massa Fermana      | Marken         |
| FC Modena                      | Modena             | Emilia-Romagna |
| Montevarchi Calcio Aquila 1902 | Montevarchi        | Toskana        |
| Olbia Calcio 1905              | Olbia              | Sardinien      |
| Delfino Pescara 1936           | Pescara            | Abruzzen       |
| Vis Pesaro                     | Pesaro             | Marken         |
| US Pistoiese                   | Pistoia            | Toscana        |
| US Città di Pontedera          | Pontedera          | Toskana        |
| AC Reggiana                    | Reggio nell’Emilia | Emilia-Romagna |
| ACN Siena                      | Siena              | Toskana        |
| Teramo Calcio                  | Teramo             | Abruzzen       |
| AS Viterbese Castrense         | Viterbo            | Latium         |

### Abschlusstabelle
| Pl. | Verein                             | Sp. | S  | U  | N  | Tore    | Diff. | Punkte |
| --- | ---------------------------------- | --- | -- | -- | -- | ------- | ----- | ------ |
| 1.  | FC Modena                          | 38  | 27 | 7  | 4  | 069:250 | +44   | 88     |
| 2.  | AC Reggiana (A)                    | 38  | 25 | 11 | 2  | 072:260 | +46   | 86     |
| 3.  | FC Cesena                          | 38  | 18 | 13 | 7  | 053:310 | +22   | 67     |
| 4.  | Virtus Entella (A)                 | 38  | 19 | 8  | 11 | 062:400 | +22   | 65     |
| 5.  | Delfino Pescara 1936 (A)           | 38  | 17 | 14 | 7  | 056:410 | +15   | 65     |
| 6.  | Matelica Calcio 1921               | 38  | 16 | 9  | 13 | 061:500 | +11   | 57     |
| 7.  | AS Gubbio 1910                     | 38  | 12 | 16 | 10 | 053:440 | +9    | 52     |
| 8.  | Lucchese 1905 (U)                  | 38  | 12 | 14 | 12 | 039:390 | ±0    | 50     |
| 9.  | Olbia Calcio 1905 (U)              | 38  | 11 | 13 | 14 | 044:470 | −3    | 46     |
| 10. | Carrarese Calcio (U)               | 38  | 10 | 15 | 13 | 039:550 | −16   | 45     |
| 11. | Vis Pesaro dal 1898                | 38  | 11 | 12 | 15 | 035:560 | −21   | 45     |
| 12. | Montevarchi Calcio Aquila 1902 (N) | 38  | 12 | 9  | 17 | 041:550 | −14   | 45     |
| 13. | ACN Siena (N)                      | 38  | 10 | 14 | 14 | 040:410 | −1    | 44     |
| 14. | US Città di Pontedera (U)          | 38  | 11 | 10 | 17 | 038:560 | −18   | 43     |
| 15. | Teramo Calcio                      | 38  | 10 | 12 | 16 | 036:570 | −21   | 42     |
| 16. | AS Viterbese Castrense (U)         | 38  | 8  | 15 | 15 | 044:510 | −7    | 39     |
| 17. | Imolese Calcio 1919                | 38  | 8  | 13 | 17 | 042:560 | −14   | 37     |
| 18. | US Pistoiese (U)                   | 38  | 8  | 12 | 18 | 040:590 | −19   | 36     |
| 19. | FC Fermana                         | 38  | 7  | 14 | 17 | 031:490 | −18   | 35     |
| 20. | US Grosseto (U)                    | 38  | 5  | 15 | 18 | 030:470 | −17   | 30     |

Platzierungskriterien: 1. Punkte – 2. Direkter Vergleich (Punkte, Tordifferenz, geschossene Tore) – 3. Tordifferenz – 4. geschossene Tore

| Zum Saisonende 2021/22: |                                    |
| Meister der Gruppe, Aufstieg in die Serie B 2022/23 und Teilnahme an der Supercoppa Serie C Teilnahme an den Play-offs Teilnahme an der Play-outs gegen den Abstieg Ausschluss Abstieg in die Serie D 2022/23 |                                    |
| |                                    |
| Zum Saisonende 2020/21: |                                    |
| (A) | Absteiger aus der Serie B 2020/21  |
| (N) | Aufsteiger aus der Serie D 2020/21 |
| (U) | Umgruppierung                      |
| |                                    |

## Gruppe C

### Teilnehmer
| Verein                    | Stadt                   | Region     |
| ------------------------- | ----------------------- | ---------- |
| SSD Fidelis Andria 2018   | Andria                  | Apulien    |
| US Avellino 1912          | Avellino                | Kampanien  |
| SSC Bari                  | Bari                    | Apulien    |
| SSD Città di Campobasso   | Campobasso              | Molise     |
| SS Juve Stabia            | Castellammare di Stabia | Kampanien  |
| Catania Calcio            | Catania                 | Sizilien   |
| US Catanzaro 1929         | Catanzaro               | Kalabrien  |
| Foggia Calcio             | Foggia                  | Apulien    |
| Virtus Francavilla Calcio | Francavilla Fontana     | Apulien    |
| Latina Calcio 1932        | Latina                  | Latium     |
| ACR Messina               | Messina                 | Sizilien   |
| SS Monopoli 1966          | Monopoli                | Apulien    |
| Monterosi Tuscia          | Monterosi               | Latium     |
| Paganese Calcio 1926      | Pagani                  | Kampanien  |
| FC Palermo                | Palermo                 | Sizilien   |
| AZ Picerno                | Picerno                 | Basilikata |
| Potenza Calcio            | Potenza                 | Basilikata |
| Taranto FC 1927           | Tarent                  | Apulien    |
| Turris Calcio             | Torre del Greco         | Kampanien  |
| US Vibonese Calcio        | Vibo Valentia           | Kalabrien  |

### Abschlusstabelle
| Pl. | Verein                      | Sp. | S  | U  | N  | Tore    | Diff. | Punkte |
| --- | --------------------------- | --- | -- | -- | -- | ------- | ----- | ------ |
| 1.  | SSC Bari                    | 36  | 22 | 9  | 5  | 052:260 | +26   | 75     |
| 2.  | US Catanzaro 1929           | 36  | 19 | 10 | 7  | 057:260 | +31   | 67     |
| 3.  | FC Palermo                  | 36  | 18 | 12 | 6  | 064:330 | +31   | 66     |
| 4.  | US Avellino 1912            | 36  | 17 | 13 | 6  | 045:260 | +19   | 64     |
| 5.  | SS Monopoli 1966            | 36  | 17 | 8  | 11 | 038:310 | +7    | 59     |
| 6.  | Virtus Francavilla Calcio   | 36  | 16 | 8  | 12 | 048:380 | +10   | 56     |
| 7.  | Foggia Calcio               | 36  | 13 | 15 | 8  | 062:510 | +11   | 54     |
| 8.  | Turris Calcio               | 36  | 16 | 4  | 16 | 052:490 | +3    | 52     |
| 9.  | Monterosi Tuscia            | 36  | 13 | 12 | 11 | 040:380 | +2    | 51     |
| 10. | AZ Picerno (N)              | 36  | 14 | 8  | 14 | 041:450 | −4    | 50     |
| 11. | SS Juve Stabia 1            | 36  | 13 | 12 | 11 | 044:360 | +8    | 49     |
| 12. | Latina Calcio 1932 (N)      | 36  | 12 | 9  | 15 | 037:420 | −5    | 45     |
| 13. | SSD Città di Campobasso (N) | 36  | 11 | 11 | 14 | 051:360 | +15   | 44     |
| 14. | ACR Messina (N)             | 36  | 10 | 9  | 17 | 040:570 | −17   | 39     |
| 15. | Taranto FC 1927 (N)         | 36  | 8  | 15 | 13 | 031:400 | −9    | 39     |
| 16. | Potenza Calcio              | 36  | 8  | 13 | 15 | 037:510 | −14   | 37     |
| 17. | SSD Fidelis Andria 2018 (N) | 36  | 6  | 12 | 18 | 026:450 | −19   | 30     |
| 18. | Paganese Calcio 1926        | 36  | 6  | 8  | 22 | 036:690 | −33   | 26     |
| 19. | US Vibonese Calcio          | 36  | 3  | 12 | 21 | 024:600 | −36   | 21     |
| 20. | Catania Calcio 2            | 0   | 0  | 0  | 0  | 000:000 | ±0    | 0      |

Platzierungskriterien: 1. Punkte – 2. Direkter Vergleich (Punkte, Tordifferenz, geschossene Tore) – 3. Tordifferenz – 4. geschossene Tore

| Zum Saisonende 2021/22: |                                    |
| Meister der Gruppe, Aufstieg in die Serie B 2022/23 und Teilnahme an der Supercoppa Serie C Teilnahme an den Play-offs Teilnahme an der Play-outs gegen den Abstieg Ausschluss Abstieg in die Serie D 2022/23 |                                    |
| |                                    |
| Zum Saisonende 2020/21: |                                    |
| (N) | Aufsteiger aus der Serie D 2020/21 |
| |                                    |

## Play-offs
Insgesamt 28 Mannschaften spielten den vierten Aufsteiger aus, je 9 Teams pro Gruppe und Calcio Padova als Sieger der Coppa Italia Serie C. Gespielt wurde in sechs Runden.

### Gruppe A
Die Mannschaften auf den Plätzen 6 bis 11 der Gruppe A traten hier gegeneinander an. Die Teams der Plätze 2 bis 5 erhielten dabei ein Freilos für die zweite bzw. die Finalrunde. Endete eine Begegnung remis, kam die Mannschaft mit der besseren Platzierung in der Abschlusstabelle weiter.
1. Runde
Die Spiele des 6. – 11., 7. – 10. und 8. – 9. wurden am 1. Mai 2022 ausgetragen.
|                    | Ergebnis |                      |
| ------------------ | -------- | -------------------- |
| Calcio Lecco       | 0:2      | Aurora Pro Patria    |
| FC Pro Vercelli    | 0:0      | US Pergolettese 1932 |
| Juventus Turin U23 | 0:0      | Piacenza Calcio 1919 |

2. Runde
Die Spiele wurden am 4. Mai 2022 ausgetragen.
|                 | Ergebnis |                    |
| --------------- | -------- | ------------------ |
| US Triestina    | 2:1      | Aurora Pro Patria  |
| FC Pro Vercelli | 0:1      | Juventus Turin U23 |

### Gruppe B
Die Mannschaften auf den Plätzen 5 bis 10 der Gruppe B traten hier gegeneinander an. Die Teams der Plätze 2 bis 4 erhielten dabei ein Freilos für die zweite bzw. die Finalrunde. Endete eine Begegnung remis, kam die Mannschaft mit der besseren Platzierung in der Abschlusstabelle weiter.
1. Runde
Die Spiele des 5. – 10., 6. – 9. und 7. – 8. wurden am 1. Mai 2022 ausgetragen.
|                      | Ergebnis |                   |
| -------------------- | -------- | ----------------- |
| Delfino Pescara 1936 | 2:2      | Carrarese Calcio  |
| Matelica Calcio 1921 | 0:2      | Olbia Calcio 1905 |
| AS Gubbio 1910       | 1:0      | Lucchese 1905     |

2. Runde
Die Spiele wurden am 4. Mai 2022 ausgetragen.
|                      | Ergebnis |                   |
| -------------------- | -------- | ----------------- |
| Virtus Entella       | 1:1      | Olbia Calcio 1905 |
| Delfino Pescara 1936 | 2:2      | AS Gubbio 1910    |

### Gruppe C
Die Mannschaften auf den Plätzen 5 bis 10 der Gruppe C traten hier gegeneinander an. Die Teams der Plätze 2 bis 4 erhielten dabei ein Freilos für die zweite bzw. die Finalrunde. Endete eine Begegnung remis, kam die Mannschaft mit der besseren Platzierung in der Abschlusstabelle weiter.
1. Runde
Die Spiele des 5. – 10., 6. – 9. und 7. – 8. wurden am 1. Mai 2022 ausgetragen.
|                           | Ergebnis |                  |
| ------------------------- | -------- | ---------------- |
| SS Monopoli 1966          | 1:1      | AZ Picerno       |
| Virtus Francavilla Calcio | 2:2      | Monterosi Tuscia |
| Foggia Calcio             | 2:0      | Turris Calcio    |

2. Runde
Die Spiele wurden am 4. Mai 2022 ausgetragen.
|                  | Ergebnis |                           |
| ---------------- | -------- | ------------------------- |
| US Avellino 1912 | 1:2      | Foggia Calcio             |
| SS Monopoli 1966 | 1:0      | Virtus Francavilla Calcio |

### Finalrunde
Achtelfinale
Die Sieger aus den jeweiligen 2. Runden sowie die Mannschaften, die aufgrund ihrer Tabellenplatzierungen Freilose erhielten, spielten hier gruppenübergreifend in Hin- und Rückspielen gegeneinander. Die Dritt-, Viertplatzierten und das beste Team der 2. Runde spielte zuerst auswärts. Die Hinspiele wurden am 8., die Rückspiele am 12. Mai 2022 ausgetragen. Stand es nach zwei Partien unentschieden, kam die Mannschaft mit der besseren Platzierung in ihrer jeweiligen Gruppentabelle weiter.
|                      | Gesamt |                | Hinspiel | Rückspiel |
| -------------------- | ------ | -------------- | -------- | --------- |
| Delfino Pescara 1936 | 4:5    | Feralpisalò    | 3:3      | 1:2       |
| SS Monopoli 1966     | 4:2    | FC Cesena      | 1:2      | 3:0       |
| US Triestina         | 2:3    | FC Palermo     | 1:2      | 1:1       |
| Juventus Turin U23   | 2:1    | AC Renate      | 1:1      | 1:0       |
| Foggia Calcio        | 2:2    | Virtus Entella | 1:0      | 1:2       |

Viertelfinale
Die Sieger aus den vorherigen Partien, sowie die drei Zweitplatzierten traten hier in Hin- und Rückspielen gegeneinander an. Die Hinspiele wurden am 17. Mai, die Rückspiele am 20. bzw. 21. Mai 2022 ausgetragen. Stand es nach zwei Partien unentschieden, kam die Mannschaft mit der besseren Platzierung in ihrer jeweiligen Gruppentabelle weiter.
|                    | Gesamt |                   | Hinspiel | Rückspiel |
| ------------------ | ------ | ----------------- | -------- | --------- |
| Juventus Turin U23 | 1:1    | Calcio Padova     | 0:1      | 1:0       |
| Feralpisalò        | 3:1    | AC Reggiana       | 1:0      | 2:1       |
| SS Monopoli 1966   | 1:3    | US Catanzaro 1929 | 1:2      | 0:1       |
| Virtus Entella     | 3:4    | FC Palermo        | 1:2      | 2:2       |

Halbfinale
Die letzten vier Mannschaften traten hier in Hin- und Rückspielen gegeneinander an. Die Hinspiele wurden am 25., die Rückspiele am 29. Mai 2022 ausgetragen. Stand es nach zwei Partien unentschieden, wurde eine Entscheidung per Verlängerung und anschließend im Elfmeterschießen herbeigeführt.
|                   | Gesamt |               | Hinspiel | Rückspiel |
| ----------------- | ------ | ------------- | -------- | --------- |
| US Catanzaro 1929 | 1:3    | Calcio Padova | 1:2      | 0:1       |
| Feralpisalò       | 3:4    | FC Palermo    | 1:2      | 2:2       |

Finale
Die letzten zwei Mannschaften traten hier in Hin- und Rückspielen gegeneinander an. Das Hinspiel wurde am 5., das Rückspiel am 12. Juni 2022 ausgetragen. Stand es nach zwei Partien unentschieden, wurde eine Entscheidung per Verlängerung und anschließend im Elfmeterschießen herbeigeführt. Der Sieger stieg in die Serie B auf.
|               | Gesamt |            | Hinspiel | Rückspiel |
| ------------- | ------ | ---------- | -------- | --------- |
| Calcio Padova | 0:2    | FC Palermo | 0:1      | 0:1       |

## Play-outs
Die zehn schlechtesten Mannschaften aus der Gruppenphase, die nicht bereits regulär abgestiegen waren, spielten hier in Hin- und Rückspielen um den Klassenerhalt.
Die Hinspiele wurden am 7., die Rückspiele am 14. bzw. 15. Mai 2022 ausgetragen. Bei Gleichstand nach beiden Spielen stieg die Mannschaft mit der niedrigeren Platzierung in der Abschlusstabelle ab.
|                      | Gesamt |                         | Hinspiel | Rückspiel |
| -------------------- | ------ | ----------------------- | -------- | --------- |
| AS Giana Erminio     | 2:4    | AC Trento 1921          | 2:3      | 0:1       |
| Seregno Calcio       | 2:2    | Pro Sesto 1913          | 1:1      | 1:1       |
| FC Fermana           | 1:2    | AS Viterbese Castrense  | 1:0      | 0:2       |
| US Pistoiese         | 2:2    | Imolese Calcio 1919     | 2:1      | 0:1       |
| Paganese Calcio 1926 | 1:1    | SSD Fidelis Andria 2018 | 1:0      | 0:1       |

## Supercoppa Serie C
Hier spielten die drei Staffelmeister den Supercup aus.
|            |             | Ergebnis |             |
| ---------- | ----------- | -------- | ----------- |
| 30.04.2022 | SSC Bari    | 1:2      | FC Südtirol |
| 07.05.2022 | FC Modena   | 3:3      | SSC Bari    |
| 14.05.2022 | FC Südtirol | 0:2      | FC Modena   |

| Pl. | Verein      | Sp. | S | U | N | Tore    | Diff. | Punkte |
| --- | ----------- | --- | - | - | - | ------- | ----- | ------ |
| 1.  | FC Modena   | 2   | 1 | 1 | 0 | 005:300 | +2    | 04     |
| 2.  | FC Südtirol | 2   | 1 | 0 | 1 | 002:300 | −1    | 03     |
| 3.  | SSC Bari    | 2   | 0 | 1 | 1 | 004:500 | −1    | 01     |